# アンドリュース・ナカハラ
アンドリュース・ナカハラ（Andrews Nakahara、1983年3月12日 - ）は、ブラジルの空手家、総合格闘家。日系ブラジル人3世。サンパウロ州モジ・ダス・クルーゼス出身。ワールド極真会館ブラジル支部長。極真カラテ四段。

## 来歴
2005年5月1日、極真会館（松井派）「第3回全世界ウェイト制空手道選手権大会」の中量級(-80 kg)に出場し、優勝を果たした。
2006年4月9日、極真会館（松井派）「第2回国際青少年空手道選手権大会」のスペシャル・ワンマッチで池本理と対戦し、優勢勝ちを収めた。
2006年9月23日、「オールアメリカンオープン2006」の決勝でエヴェルトン・テイシェイラに判定で勝利し、優勝を果たした。
2007年6月23日、「オールアメリカンオープン2007」の決勝でテイシェイラと再戦し、判定で敗れ準優勝となった。
2008年4月29日、総合格闘技デビューとなったDREAM.2のミドル級グランプリ1回戦で桜庭和志と対戦し、フェイスロックで一本負け。9月23日、DREAM.6のミドル級グランプリリザーブマッチでユン・ドンシクと対戦し、パンチでダウンを奪いパウンドで追撃し、TKO勝ちを収めた。
2009年4月5日、DREAM.8で大山峻護と対戦し、右フックでダウンを奪いパウンドで追撃しTKO勝ちを収めた。
2009年8月23日、極真会館（松井派）「第4回全世界ウェイト制空手道選手権大会」の中量級(-80 kg)に出場し、4位入賞。
2010年3月22日、ウェルター級転向初戦となったDREAM.13で長南亮と対戦、0-3の判定負けを喫した。
2010年10月3日、K-1 WORLD MAX 2010 FINAL16でムン・ジュンヒとDREAMルールにて対戦し、3-0の判定勝ちを収めた。
2017年10月、WWEパフォーマンス・センターで行われたWWEトライアウト・キャンプに参加した。
2019年4月、竹隆光率いる一般社団法人国際空手道連盟ワールド極真会館ブラジル支部長に就任。

## 戦績
| 総合格闘技 戦績 | 総合格闘技 戦績 | 総合格闘技 戦績 | 総合格闘技 戦績 | 総合格闘技 戦績 | 総合格闘技 戦績 | 総合格闘技 戦績 |
| --------------- | --------------- | --------------- | --------------- | --------------- | --------------- | --------------- |
| 8 試合          | (T)KO           | 一本            | 判定            | その他          | 引き分け        | 無効試合        |
| 4 勝            | 2               | 0               | 1               | 0               | 2               | 0               |
| 2 敗            | 0               | 1               | 1               | 0               | 2               | 0               |

| 勝敗 | 対戦相手                   | 試合結果                         | 大会名                                                                      | 開催年月日     |
| △    | チャ・ジョンファン         | 5分3R終了 判定0-0                | ROAD FC 13                                                                  | 2013年10月12日 |
| △    | ペ・ミョンホ               | 5分3R終了 判定0-1                | ROAD FC 12                                                                  | 2013年6月22日  |
| ○    | ブルーノ・サンタ・バーバラ | 1R 2:03 TKO（パンチ連打）        | Ichigeki: Fight Night                                                       | 2012年6月15日  |
| ○    | ムン・ジュンヒ             | 2R（10分/5分）終了 判定3-0       | K-1 WORLD MAX 2010 IN SEOUL -70kg World Championship Tournament FINAL16     | 2010年10月3日  |
| ×    | 長南亮                     | 2R（10分/5分）終了 判定0-3       | DREAM.13                                                                    | 2010年3月22日  |
| ○    | 大山峻護                   | 1R 2:00 TKO（右フック→パウンド） | DREAM.8 ウェルター級グランプリ2009 開幕戦                                   | 2009年4月5日   |
| ○    | ユン・ドンシク             | 2R 0:30 TKO（パウンド）          | DREAM.6 ミドル級グランプリ2008 決勝戦 【ミドル級グランプリ リザーブマッチ】 | 2008年9月23日  |
| ×    | 桜庭和志                   | 1R 8:29 フェイスロック           | DREAM.2 ミドル級グランプリ2008 開幕戦 【ミドル級グランプリ 1回戦】          | 2008年4月29日  |

## 獲得タイトル
- 第3回全世界ウェイト制空手道選手権大会 中量級 優勝（2005年）
- オールアメリカンオープン2006 優勝（2006年）
- オールアメリカンオープン2007 準優勝（2007年）